# Nollsektion
En nollsektion eller skyddssektion är en del av en järnvägsledning där det inte finns någon spänning. En nollsektion täcker normalt en kort sträcka, typiskt ett tiotal meter. Skyddssektionerna finns mellan kontaktledningsavsnitt som kan ha olika spänningar.  De kan finnas dels vid landgränser där olika elsystem möts, men även inom ett land, där man kan ha olika fas inom olika områden. För att undvika att fastna måste elektriska tåg ha minst en viss hastighet där.